# HD 144204
HD 144204，又名BD+53 1834，SAO 29763、HR 5981，是一颗恒星，视星等为5.93，位于銀經82.59，銀緯46.48，其B1900.0坐标为赤經15h 59m 32.3s，赤緯+53° 46.48′ 37″。